# 拉尔夫·埃伦布林克
拉尔夫·埃伦布林克（德語：Ralf Ehrenbrink，1960年8月29日—），德国男子马术运动员。他曾代表西德和德国参加1988年、1992年和1996年夏季奥林匹克运动会马术比赛，获得一枚金牌和一枚铜牌。